# Szabó Vilmos (politikus)
Szabó Vilmos (Sarud, 1952. július 17. –) magyar történelem-német szakos középiskolai tanár, politikus, 1998 és 2014 között országgyűlési képviselő (MSZP), 2002-től 2006-ig a Miniszterelnöki Hivatal politikai államtitkára, majd 2009-től 2010-ig a Külügyminisztérium államtitkára.

## Élete
Szabó Vilmos 1952-ben született a Heves megyei Sarudon. Általános iskolai tanulmányait szülőfalujában, középiskolai tanulmányait Debrecenben végezte, 1970-ben érettségizett a Fazekas Mihály Gimnáziumban. 1975-ben a Kossuth Lajos Tudományegyetem Bölcsészettudományi Karán szerzett középiskolai tanári diplomát történelem-német szakon. A Volán Tröszt nemzetközi főosztályán kezdett dolgozni főelőadóként, majd 1976-ban a Budapesti Műszaki Egyetem tudományos szocializmus tanszékének tanársegéde lett. 1982 és 1989 között a Magyar Szocialista Munkáspárt XI. kerületi szervezetének munkatársa, illetve titkára, valamint a Központi Bizottság munkatársa volt. 1989-ben a Magyar Szocialista Párt alapító tagja lett, és 1994-ig az MSZP XI. kerületi szervezetének ügyvezető titkára volt.
1990-ben a XI. kerületben önkormányzati képviselő lett, majd az 1994-es önkormányzati választáson a Fővárosi Közgyűlés képviselőjévé választották. 1994-ben az MSZP Nemzetközi Kapcsolatok titkárságának vezetője, 1995-ben a párt XI. kerületi szervezetének elnöke lett. Az 1998-as országgyűlési választáson az MSZP országos listájáról szerzett mandátumot. Az Országgyűlés külügyi bizottságának tagja, majd 2001-től alelnöke volt. A 2002-es országgyűlési választáson pártja budapesti területi listájáról jutott a parlamentbe. A Medgyessy-kormány megalakulását követően, 2002 májusában a Kiss Elemér vezette Miniszterelnöki Hivatal politikai államtitkárává nevezték ki. Tisztségét Kiss Péter miniszter mellett, illetve az első Gyurcsány-kormányban is megtartotta, 2006 júniusáig volt államtitkár.
A 2006-os országgyűlési választáson ismét az MSZP budapesti listájáról szerzett mandátumot, a parlamentben a külügyi és határon túli magyarok bizottságának alelnöke lett. A Bajnai-kormány megalakulása után, 2009 áprilisában a Balázs Péter vezette Külügyminisztérium államtitkára lett, tisztségét 2010 májusáig, a második Orbán-kormány hivatalba lépéséig viselte. A 2009-es európai parlamenti választáson pártja listájának 15. helyén szerepelt, mandátumot nem szerzett.
A 2010-es országgyűlési választáson pártja országos listájáról jutott a parlamentbe, ahol a külügyi bizottság és a nemzeti összetartozás bizottságának tagja, valamint 2011-ig az MSZP frakcióvezető-helyettese volt. 2010 és 2014 között az Európa Tanács Parlamenti Közgyűlés magyar delegációjának helyettes vezetőjeként is dolgozott. 2011-ben a Táncsics Mihály Alapítvány kuratóriumának elnöke lett. A 2014-es országgyűlési választáson nem szerzett mandátumot. Jelenleg az MSZP Kül- és Nemzetpolitikai Tagozatának elnöke.
Németül és angolul beszél. Nős, felesége angol-román szakos tanár és idegenvezető. Három gyermekük született.